# Trypeta beatifica
Trypeta beatifica är en tvåvingeart som beskrevs av Ito 1984. Trypeta beatifica ingår i släktet Trypeta och familjen borrflugor. Inga underarter finns listade i Catalogue of Life.